# Dalibor Jedlička
Dalibor Jedlička (23. května 1929 Svojanov – 18. října 2018) byl český operní pěvec.

## Život
Jeho otec byl varhaníkem.
Dalibor Jedlička na brněnské konzervatoři vystudoval hru na kontrabas, zpěv studoval soukromě u profesorky Krancové a v letech 1953–1960 u R. Vaška v Ostravě. Nejdříve působil v operetě v Opavě, poté v opeře v Ostravě. V roce 1959 nastoupil do Národního divadla, kde ztvárnil titulní roli v Borisi Godunovi. V roce 1960 se stal sólistou opery ND. Jeho hlasový rozsah od profundního basu po basbaryton mu umožňoval ztvárnit široký repertoár. Účinkoval v operách českých, zahraničních i současných autorů. V období od 19. prosince 1989 do 14. dubna 1991 působil jako šéf opery Národního divadla. Za rok 2015 obdržel Cenu Thálie za celoživotní mistrovství v kategorii opera.